# Inula helenium

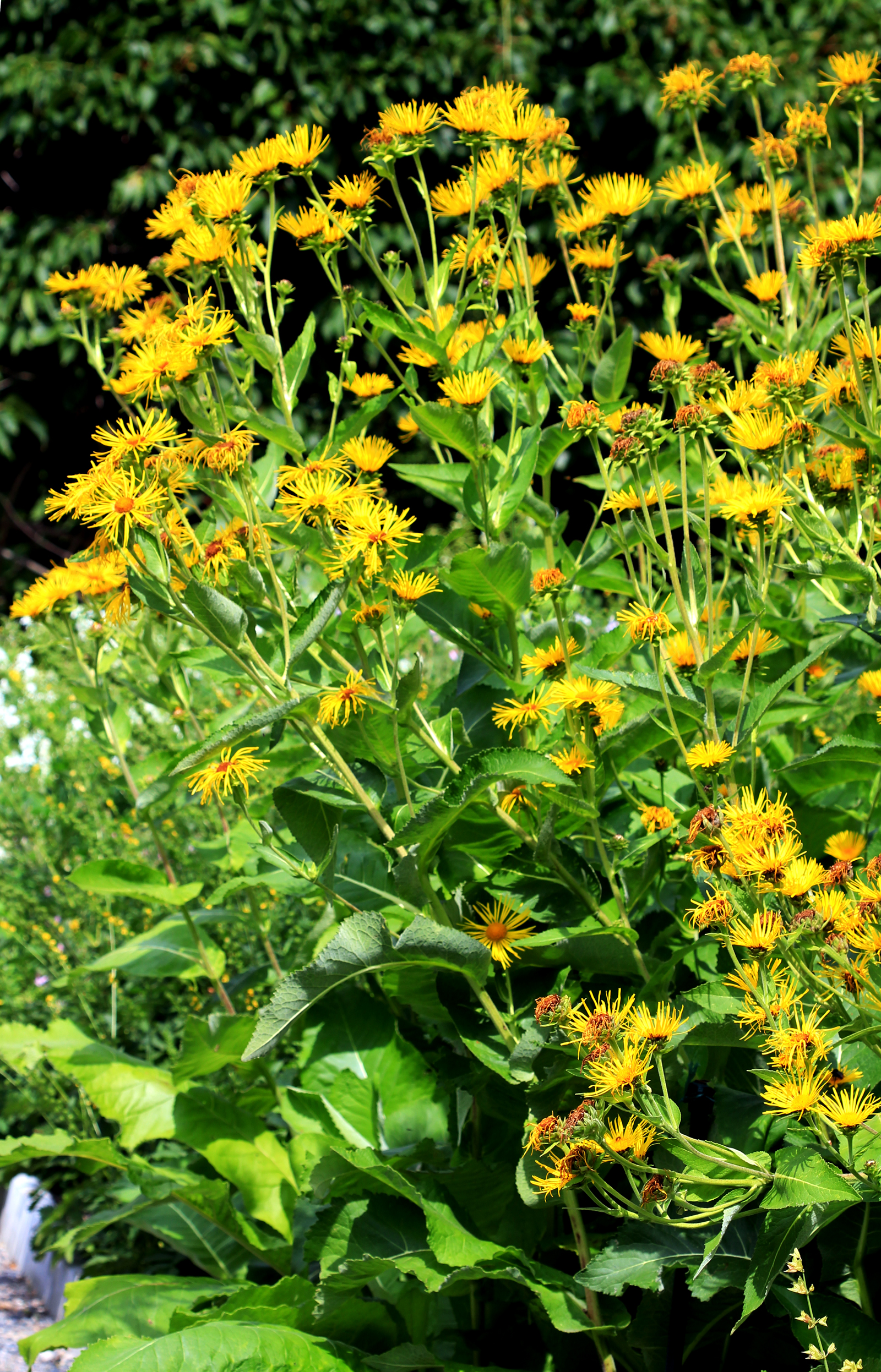
Espécimes de Inula helenium (Praga, República Checa).

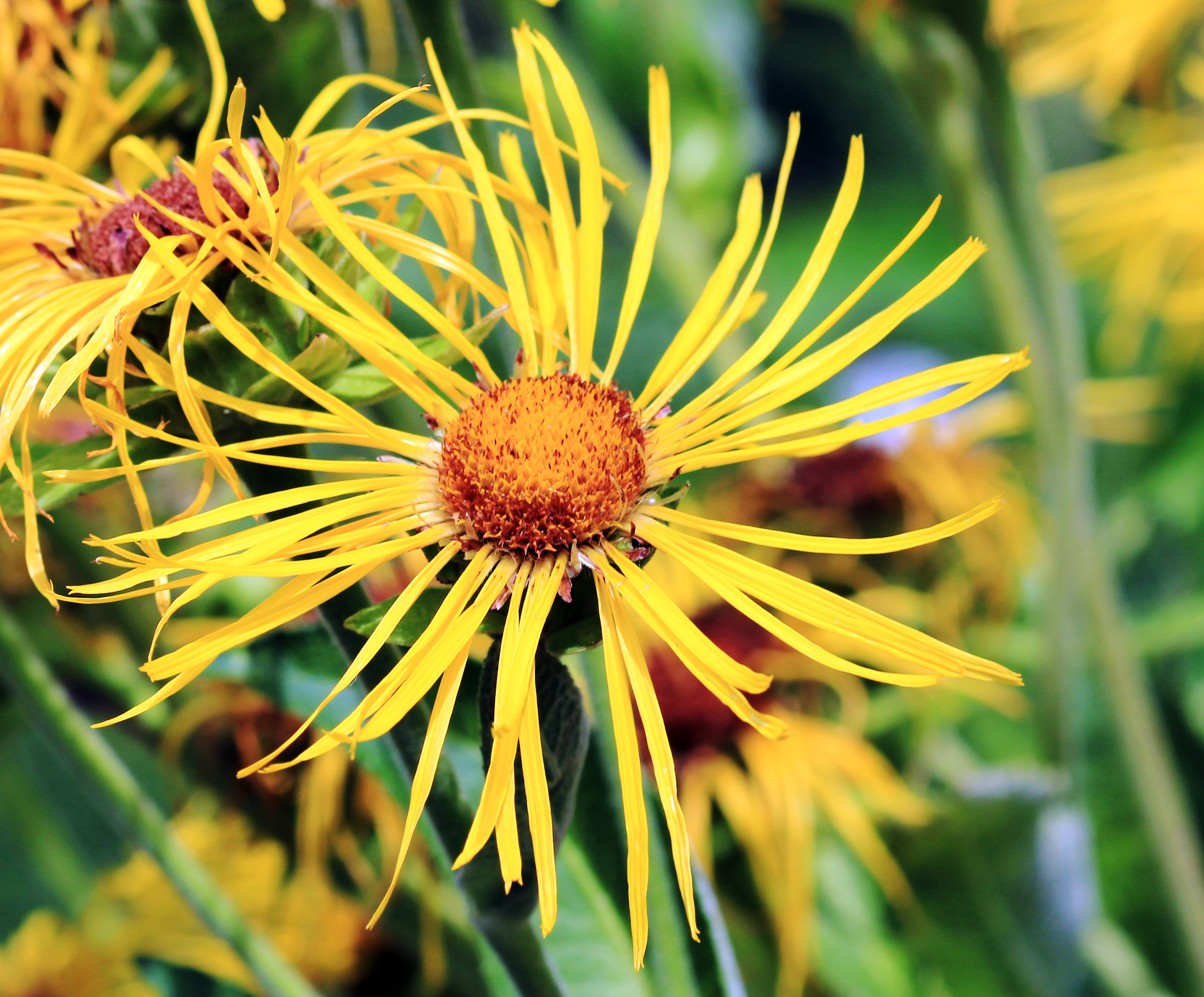
Flores de Inula helenium.

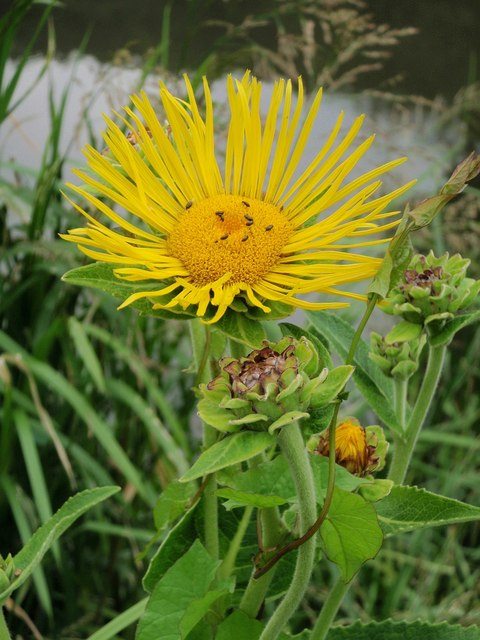
Inflorescência de Inula helenium.

Inula helenium L., conhecida pelos nomes comuns de helénio e erva-campeira, é uma espécie de plantas vivazes pertencente à família das Asteraceae (compostas) com distribuição natural no oeste da Eurásia, desde a Grã-Bretanha, onde é de ocorrência comum, estendendo-se pelo centro e sul da Europa e Oriente Médio até aos Himalaias. A raiz, de sabor amargo, é muito aromática, sendo utilizada em medicina tradicional, ervanária e confecção de bebidas.

## Descrição
I. helenium é uma herbácea rígida, cujo caule recoberto por vilosidades pode atingir 120 cm de altura. A raiz é grossa, bifurcada e mucilaginosa, apresentando um sabor amargo, muito aromática, com odor cânforado.
As folhas são grandes e dentadas, bastante desenvolvidas, oblongas e perfoliadas, ligeiramente suculentas, pedunculadas as mais baixas, as mais altas desigualmente dentadas, muito vilosas na página inferior, dotadas de uma lígula que rodeia o caule.
As flores apresentam coloração amarela, com cerca de 5 cm de largura, com grandes pétalas, cada uma das quais com três marcas escuras na parte terminal, dispostas em inflorescências do tipo capítulo terminal.
O fruto é uma cápsula quase cilíndrica.

## Etnobotânica
A espécie é amplamente utilizada para fins medicinais, sendo para tal preferidas as plantas com menos de dois a três anos. Para além da inulina (C12H20O10), um carboidrato de reserva que ocorre com o amido, a raiz contém helenina (C6H8O), um estearopteno que pode ser processado para obter cristais aciculares, insolúveis em água mas solúveis livremente em álcoois. Quando se liberta do inula-cãnfora mediante cristalização repetida em álcool, a helenina funde a 110 °C.
No passado, a raiz foi utilizada para fins medicinais e como condimento, tendo na Inglaterra vitoriana obtido uma grande reputação como tónico aromático e estimulante dos órgãos secretores. Como droga, contudo, pouco se utiliza actualmente, salvo na práctica veterinária, ainda que indubitavelmente possua propriedades antissépticas.
Na França e na Suíça foi usada na confecção de absinto.
O nome específico da planta, helenium, deriva de Helena de Troia, de cujas lágrimas derramadas se dizia que a planta tinha brotado. Era sagrada para os antigos celtas, sendo nas línguas nórdicas conhecida por elfwort, o que lhe dava uma ligação aos elfos.
John Gerard recomendava a planta para o tratamento da «falta de alento». Os herboristas actuais prescrevem-na como expectorante e para combater a retenção de líquidos. Também se afirma que possui propriedades antissépticas. Teve alguma aplicação como tónico e para provocar a menstruação.

## Taxonomia
Inula helenium foi descrita por Lineu e publicada em Species Plantarum 2: 881. 1753.
Os seguintes binomes são considerados sinónimos taxonómicos de I. helenium:
- Aster helenium (L.) Scop.
- Aster officinalis All.
- Corvisartia helenium (L.) Mérat
- Helenium grandiflorum Gilib.
- Inula orgyalis Boiss.[3]

A espécie  está intimamente relacionada com o género Aster.